# Les Olles del Baubo
Les Olles és un indret del municipi de Bot (Terra Alta) declarat Espai d'interès natural, on el riu Canaletes travessa uns bancs de roca formant uns espectaculars engorjats i unes basses d'aigua a diferent nivell. L'olla amb més profunditat amida 11 metres de fondària.
Per arribar-hi cal anar, des d'Horta de Sant Joan, en direcció al Convent i tots els encreuaments estan senyalitzats, són a uns 7 quilòmetres de la població en direcció a Bot.